# 사탄의 인형
《사탄의 인형》(영어: Child's Play)은 1988년 공개된 미국의 초자연 슬래셔 영화이다. 톰 홀랜드가 연출하고, 돈 맨시니, 존 러피나와 공동 각본을 작성하였다. 캐서린 힉스가 말하는 인형 "처키"를 사는 어머니 역으로, 크리스 서랜던이 관련 사건을 파헤치는 형사 역으로, 브래드 도리프가 처키에게 영혼 상태로 깃드는 사악한 범죄자 역으로 출연하였다.
극장가 흥행에서 성공했을 뿐만 아니라 평단으로부터도 대체로 긍정 평가를 얻었다. 1990년 제16회 새턴상에서 최우수 공포 영화상, 각본상, 아역배우상 후보에 올랐으며, 캐서린 힉스가 여우주연상을 수상하였다.
열혈 팬층이 형성되면서 컬트 영화가 되었으며 영화 속편, 텔레비전 시리즈, 만화책 등을 망라하는 대규모 다매체 프랜차이즈로 확장되었다. 속편 《사탄의 인형 2》(1990)로 이어지며, 2019년 리부트작 《사탄의 인형》이 공개되었다. 2021년부터 2024년까지 텔레비전 시리즈 《처키》가 방영되었다.

## 줄거리
11월, 시카고. 형사 마이크에게 쫓기던 교살범 찰스 리 레이는 공범 에디 커푸토에게 버림받고 홀로 도주하던 중 장난감 가게에 들어간다. 마이크의 총에 맞아 가게 안에서 죽어가던 찰스는 마이크와 에디를 향해 복수를 다짐하며 근처에 있던 말하는 인형 "굿 가이 돌"을 붙잡고 아이티 전통 부두 주술을 외운다. 곧 그에 응답하듯 하늘에서 기이한 날벼락이 떨어져 폭발이 일어나면서 장난감 가게가 불탄다.
다음 날 남편과 사별한 뒤 홀로 가정 경제 유지를 위해 고군분투 중인 캐런은 6살 아들 앤디가 생일 선물로 받기를 원하는 굿 가이 돌을 구하러 나간다. 이때 우연히 날품팔이를 하는 한 노숙인에게서 찰스의 영혼이 깃든 굿 가이 돌을 할인된 가격에 산다. 이 말하는 인형은 자신의 이름을 "처키"라고 소개한다.
백화점에서 근무하는 캐런 대신 앤디를 봐주게 된 캐런의 친구 매기는 처키가 뉴스를 보고 싶어한다는 앤디의 말을 무시했다가 둥근머리 해머에 얻어맞고 창문 밖으로 떠밀려 추락사한다. 현장에 앤디가 안고 다니던 처키 발자국이 나있는 걸 보고 마이크는 앤디를 의심한다. 앤디는 처키의 잘못이라고 주장하지만 아무도 믿어주지 않는다.
다음 날 앤디는 처키에게 속아 학교에 결석하고 함께 빈민굴을 찾는다. 에디가 이송 중 탈주하여 이곳의 한 빈집에 숨어있는 걸 알고 있던 처키는 가스 폭발 화재를 일으켜 에디를 살해한다. 사건 용의자가 된 앤디는 보호 관찰을 위해 정신 병원에 맡겨진다. 처키만 갖고 집에 돌아온 캐런은 처키를 버리려다가 그간 처키가 건전지 없이 작동했다는 사실을 깨닫고 충격을 받는다.
캐런이 말을 하지 않으면 벽난로 안에 던져버리겠다고 협박하자 처키는 본색을 드러내며 캐런을 깨문 뒤 승강기를 타고 도망친다. 캐런은 처키를 찾을 단서를 얻기 위해 자신에게 인형을 팔았던 노숙인을 찾아갔다가 성폭행을 당할 뻔한다. 하지만 마침 마이크가 나타나 위기를 모면한다. 마이크는 노숙인을 추궁하여 처키가 찰스 리 레이가 사망했던 장난감 가게 화재 현장에서 빼돌린 상품이라는 걸 알게 된다.
캐런이 처키에게 물린 자국을 보여줘도 마이크는 처키가 살아 움직인다는 주장을 믿지 않는다. 캐런에게 정신을 차리라고 훈계를 하고 집에 돌아가던 마이크는 차 안에 숨어든 처키에게 죽을 뻔한다. 차가 전복된 후 처키에게 총을 맞춰 간신히 물리친 마이크는 사건 파일을 뒤져 "처키"가 찰스의 별명이라는 정보를 발견한다.
한편 처키는 인형 상태라면 무적인줄로만 알고 있다가 마이크에게서 공격을 받은 자리에서 고통이 느껴지고 피가 흐르자 그 연유를 알아보기 위해 그에게 부두교를 가르친 스승인 존 비숍, 일명 닥터 데스를 찾아간다. 닥터 데스는 인형 안에 머무는 시간이 길어질수록 인간화가 진행될 거라고 설명한다.
처키가 인형 몸에서 나갈 수 있게 도와달라고 부탁하자 닥터 데스는 처키가 자신이 가르친 부두교의 모든 것을 왜곡된 방향으로 수행했다며 거부한다. 처키는 닥터 데스의 마력이 깃들어있어 제2의 신체와도 같은 부두 인형을 고문하여 간접 고통을 가하여 협박한다. 인형 안에 담긴 자신을 살아있는 존재로 믿어준 첫 번째 인간 몸에 들어가란 답변을 얻어내자마자 처키는 닥터 데스를 죽여버린다. 곧 도착한 캐런과 마이크에게 닥터 데스는 인간화가 거의 완료된 처키의 심장을 노리라는 유언을 남긴다.
앤디의 몸을 얻기 위해 처키는 정신 병원에 가서 앤디를 공격하다가 방해가 되는 의사를 전기 경련 요법 기계로 죽여버린다. 앤디는 정신 병원에서 벗어나 집 안에 숨지만 뒤따라온 처키가 앤디를 기절시키고 고대어로 주문을 외우기 시작한다.
캐런과 마이크는 너무 늦지 않게 도착해 처키를 불태우는 데 성공하지만 처키는 죽지 않는다. 다리에 부상을 입어 마이크가 움직이지 못하는 가운데 캐런이 처키에게 총을 연사하여 한쪽 팔, 양다리, 머리를 분리시켜 버린 직후 캐런의 총알이 바닥난다.
이때 마이크의 파트너 잭이 출동하고, 목이 잘린 채로도 아직 움직일 수 있는 처키가 남은 한 팔로 잭의 목을 조른다. 마이크가 처키의 심장을 쏘고 나서야 처키가 드디어 쓰러진다. 어른들은 처키의 인형 사체를 그냥 방바닥에 내버려두고 병원으로 향하지만 앤디는 좀처럼 발을 떼지 못하고 계속 뒤를 돌아본다.

## 출연
- 캐서린 힉스 - 캐런 바클리 역
- 크리스 서랜던 - 마이크 노리스 역
- 앨릭스 빈센트 - 앤디 바클리 역
- 다이나 매노프 - 매기 피터슨 역
- 토미 스워들로 - 잭 샌토스 역
- 잭 콜빈 - 아드모어 의사 역
- 레이먼드 올리버 - 존 "닥터 데스" 비숍 역
- 닐 진톨리 - 에디 커푸토 역
- 브래드 도리프 - 찰스 리 레이 / 처키 역
  - 존 프랭클린 - 광고 속 처키 역
- 앨런 와일더 - 월터 크리스웰 역

## 제작

### 섭외
톰 홀랜드는 《후라이트 나이트》(1985)에서 함께 작업했던 크리스 서랜던을 바로 마이크 노리스 형사 역으로 뽑았다. 캐서린 힉스는 출연작 《스타 트렉 4: 귀환의 항로》(1986)에서 연출과 주연을 맡았던 레너드 니모이의 추천으로 섭외되었다. 홀랜드는 한때 찰스 리 레이 역에 존 리스고를 고려했으나 《페이탈 뷰티》(1987)에서 브래드 도리프와 같이 일해본 뒤 도리프를 택하였다.

### 기타 제작진
- 협력 제작: 로라 모스커위츠
- 배역: 샤론 비알리, 리처드 퍼가노
- 미술: 대니얼 A. 로미노
- 의상: 에이프릴 페리
- 특수 효과: 피터 도넌
- 처키 인형 제작: 데이비드 커슈너

## 논란
최초 개봉 당시 메트로 골드윈 메이어 입구 앞에 수많은 군중이 모여 영화가 아동에게 폭력을 조장한다며 상영 금지를 요구하는 시위를 벌였다.

## 프랜차이즈

### 영화
속편
- 사탄의 인형 2 (1990)
- 사탄의 인형 3 (1991)
- 사탄의 인형 4: 처키의 신부 (1998)
- 사탄의 인형 5: 씨드 오브 처키 (2004)
- 커스 오브 처키 (2013)
- 컬트 오브 처키 (2017)

리부트
- 사탄의 인형 (2019)

### 텔레비전
- 처키 (2021-24)

### 비디오 게임
- Chucky: Slash & Dash (2013)

## 우리말 녹음
MBC 성우진 (1996년 8월 7일)
- 최성우 - 캐런 (캐서린 힉스)
- 박일 - 마이크 (크리스 서랜던)
- 성병숙 - 앤디 (앨릭스 빈센트)
- 이윤연 - 레이 (브래드 도리프)
- 김용식
- 김순선
- 이종오
- 이선호
- 김강산
- 손원일
- 이승환
- 김영선
- 김호성
- 박소라
- 엄현정
- 윤성혜
- 이철용
- 장성호
- 정남
- 최석필